# Индийский наследник английской семьи
«Индийский наследник английской семьи» (хинди अंग्रेजी बाबू देसी मेम, English Babu Desi Mem) — индийский фильм, снятый режиссёром Правином Нисчолом и вышедший в прокат 26 января 1996 года. Роли исполнили Шахрух Хан, Сонали Бендре и Санни Сингх. В этом фильме Шахрукх Хан играет три роли: Гопала Майюра и его сыновей Хари и Викрама. Фильм провалился в прокате.

## Сюжет
Хари и Викрам — сыновья Гопала Майюра, богатого бизнесмена. Гопал обещал своему партнёру по бизнесу женить своего старшего сына на его дочери. Не желая брать в жёны незнакомую девушку, Хари улетает назад в Индию. Инсценировав авиакатастрофу, он добивается того, что Майюры считают его погибшим.
В Бомбее Хари встречает бедную девушку. Они влюбляются и женятся. Однажды во время Дивали от фейерверков загорается их дом. Хари с женой пострадали в пожаре и умирают в больнице. Их новорождённого сына Нандлала воспитывает Биджурия, его восьмилетняя тётя.
Спустя восемь лет Викрам узнаёт, что его брат выжил после крушения самолёта, теперь у него подрастает сын. Он прилетает в Индию, чтобы найти племянника…
Здесь он сталкивается с непростым выбором: увезти племянника назад в Лондон или остаться в Индии, чтобы быть с Биджурией, в которую он впоследствии влюбляется.

## В ролях
- Шахрух Хан — Гопал Майюр и его сыновья Хари и Викрам
- Сонали Бендре — Биджурия
- Саид Джаффри — адвокат Мададгар
- Санни Сингх — Нандлал «Нанду»
- Раджешвари Сачдев — Катария, жена Хари
- Киран Кумар — Бхима Кхаласи

## Саундтрек
| №  | Название                    | Исполнители                              | Длительность |
| -- | --------------------------- | ---------------------------------------- | ------------ |
| 1. | «Bharatpur Lut Gaya»        | Пурнима                                  | 4:29         |
| 2. | «Deewana Main Tera Deewana» | Кумар Сану, Алка Ягник                   | 5:19         |
| 3. | «Dhol Baje Khuddam»         | Винод Ратход, Алка Ягник                 | 5:30         |
| 4. | «Kaise Mukhde Se»           | Аша Бхосле                               | 5:00         |
| 5. | «Love Me Honey Honey»       | Удит Нараян, Пурнима                     | 5:51         |
| 6. | «Na Tere Bina»              | Кавита Кришнамурти                       | 5:20         |
| 7. | «O Bijuria Sun»             | Удит Нараян, Алка Ягник, Джолли Мукерджи | 5:19         |